# Afroázsiai vadmacska
Az afroázsiai vadmacska (Felis lybica) az emlősök osztályába, a ragadozók rendjébe, a macskafélék családjába és a macskaformák alcsaládjába tartozó faj. Gyakran nevezik magyarul afrikai vadmacskának is, ami megtévesztő, hiszen a faj nemcsak Afrikában él.
Afrika és a Közel-Kelet sivatagos és szavannás területein fordul elő.
Jelentősen kisebb, mint az európai vadmacska (Felis silvestris silvestris) és rövidebb a szőre. A tudományos eredmények szerint a házi macska őse, mivel szelídebb, mint az európai faj, és éjszaka aktív.
Habár néhány szakértő azt feltételezi, hogy a macskák háziasításának ideje az i. e. 8. évezredre tehető, a legrégibb vitathatatlan bizonyítékok i. e. 4. évezred körüli egyiptomi ábrázolások. Azonban egy 2004-es ciprusi régészeti felfedezés erős bizonyíték, ha nem is a háziasításukra, de legalábbis a megszelídítésükre i. e. 7500 körül.

## Megjelenése

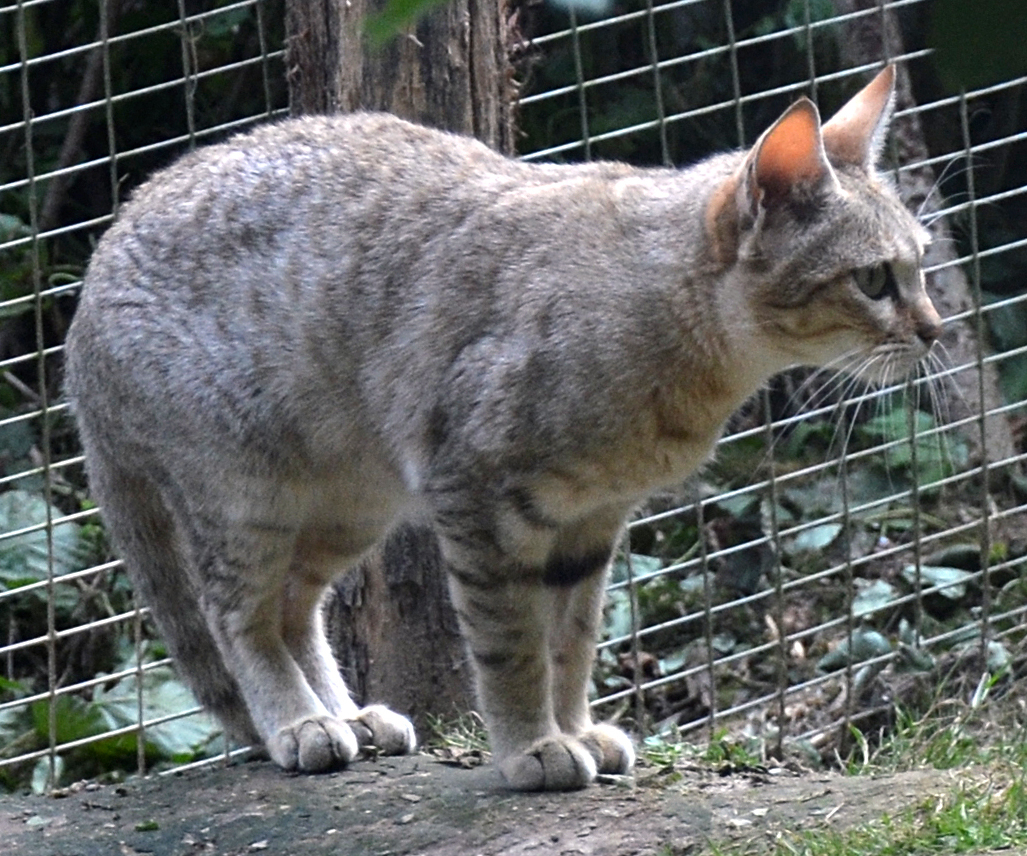

Az afroázsiai vadmacska szőrzete világos homokszürke, néha halványsárga vagy vöröses árnyalatú, de a hasán és a torkán majdnem fehéres. A füleken kis pamacsok vannak, vörösestől szürkés színűig terjednek, körülöttük hosszú, világossárga szőrök vannak. Az arc körüli csíkok sötét okkersárgától feketéig terjednek, kettő vízszintesen húzódik az állat arcán a külső szemzugtól az állkapocsig, egy kisebb csík pedig a belső szemzugtól az orrig, négy-hat másik pedig a torkon látható. Az elülső lábakon két sötét gyűrű, a hátsókon pedig csíkok vannak. Hátán sötét csík húzódik, oldalai világosabbak. Az oldalán lévő halvány függőleges csíkok gyakran foltokká olvadnak. Farka vége felé két-három gyűrű látható, a hegye fekete. A hímek fej-törzshossza 47–59,7 centiméter, ehhez jön a 26,7–36,8 cm hosszú farkuk; a nőstények teste és feje együtt 40,6–55,8 centiméter, farkuk 24,1–33,7 cm-es. A jemeni hímek fej-testhossza 46–57 cm, farkuk 25–32 cm; a nőstények valamivel kisebbek, 50–51 cm a fej-törzshosszuk, és 25–28 cm hosszú a farkuk. Mind a hímek, mind a nőstények súlya 3,2–4,5 kilogramm.

## Elterjedése, élőhelye
Az afroázsiai vadmacska Afrikában, az Arab-félsziget néhány pontján, és a Közel-Keleten egészen a Kaszpi-tengerig fordul elő. Sokféle élőhelyen megél, különösen a dombos és hegyvidéki tájakon, például az Ahaggar-hegységben. A Szaharában és az ehhez hasonló sivatagokban sokkal kisebb egyedsűrűségben fordul elő. A Szaharától északra található területen Marokkótól Egyiptomig terjedt el, és a Szaharától délre fekvő trópusi és szubtrópusi füves területeken, szavannákon és cserjésekben él, egészen Mauritániától Afrika szarváig, beleértve Szomáliát, Eritreát, Etiópiát, Dzsibutit és Szudánt. Délebbre minden kelet- és dél-afrikai országban jelen van. Afrikán és az Arab-félszigeten kívül Nyugat- és Közép-Ázsiában él az indiai Rádzsasztánig és a kínai Hszincsiangig.
A szardíniai és korzikai vadmacskát korábban az alfajának tekintették Felis lybica sarda tudományos néven. A zooarcheológiai kutatások eredményei azt mutatják, hogy a valószínűleg az első évezred elején betelepített és a Közel-Keletről származó házimacskák leszármazottjai, amelyek mára elvadultak. A Szicílián élő macskákról kiderült, hogy európai vadmacskákról van szó.

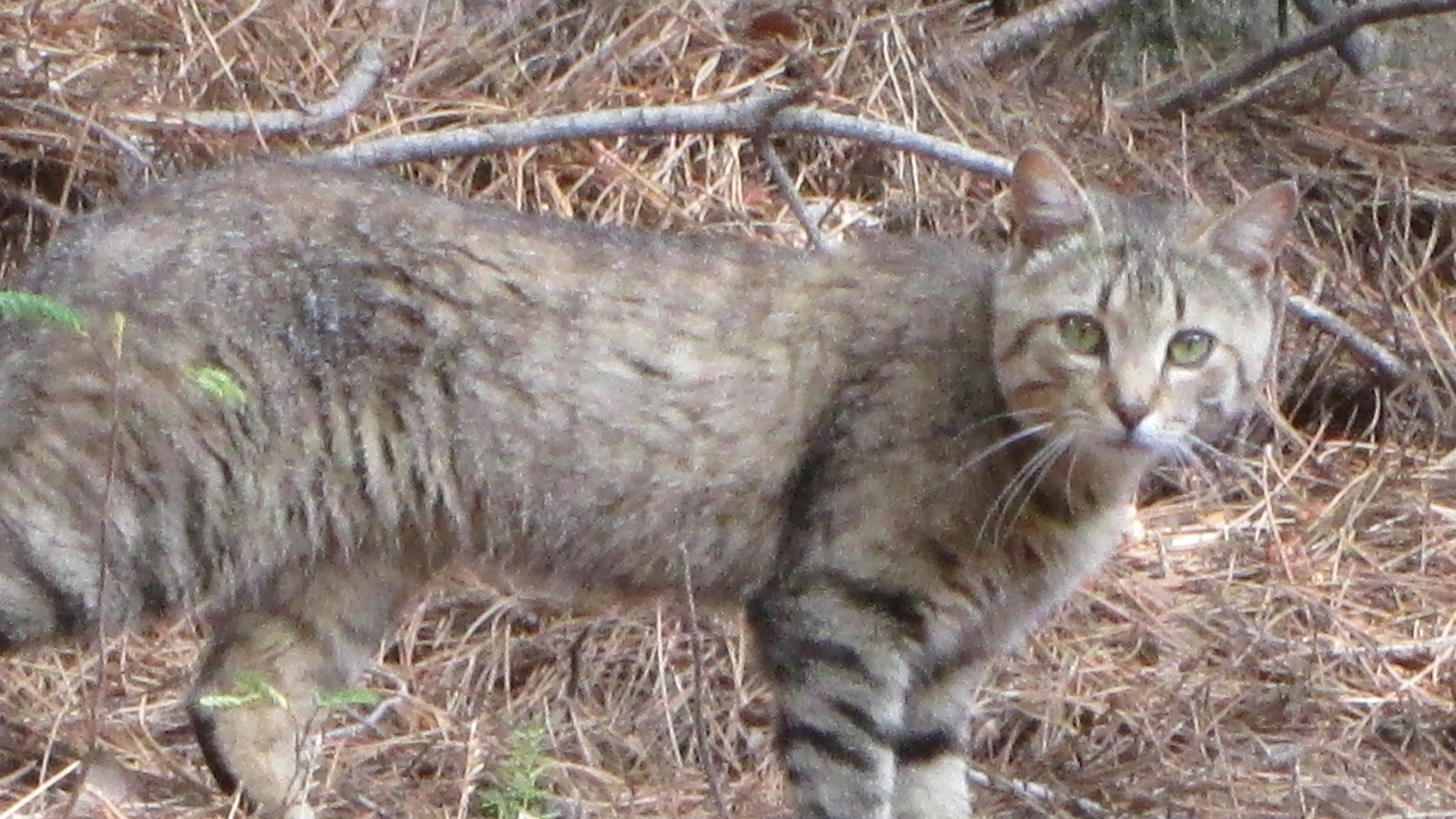
Szardíniai vadmacska

## Életmódja
Az afroázsiai vadmacskák főleg éjszaka aktívak, és ekkor keresnek zsákmányt. Hallásuk segítségével pontosan meg tudják határozni a zsákmányt, amelyet úgy közelítenek meg, hogy türelmesen elékúsznak, és a növényzet segítségével rejtőznek el előlük. Ritkán isznak. Elsősorban egerekre, patkányokra, madarakra, kis hüllőkre és rovarokra vadásznak. Ha megfélemlítik, a macska felemeli a szőrét, hogy nagyobbnak tűnjön, és így megfélemlítse ellenfelét. Nappal általában a bokrok közé bújik, bár néha sötét felhős napokon nappal is aktív. Egy hím területe legfeljebb három nőstény területét fedheti át.
A nőstény vemhességi ideje 56-60 napig tart. Botswanában többnyire a meleg nedves évszakban jön világra egy-három kölyök; öt kölyökből álló almokat is megfigyeltek. Szüléshez olyan védett helyeket használ, mint a sűrű fű, odú vagy üreges fa. A kölykök körülbelül 10-14 nap múlva nyitják ki a szemüket, és egy hónapos korukban már mozgékonyak. Három hónapos koruk körül kezdenek vadászati technikákat tanulni anyjuktól. Körülbelül hat hónapos korukban hagyják el anyjukat, és válnak önállóvá.
A Vörös Listán a nem fenyegetett kategóriában szerepel. Jelenleg az Alley Cat Rescue az egyetlen ismert szervezet, amelynek tevékenysége kifejezetten az afrikai és ázsiai vadmacskák populációjának megőrzését és a házimacskák által okozott génszennyezés csökkentésére irányul.

## Rendszertani helyzete
A Felis lybica tudományos nevet 1780-ban Johann Georg Forster javasolta a fajnak, egy a Berberföldi Gafszából származó példányra alapozva. Az állat házimacska méretű volt, de vöröses színű, rövid fekete pamacsok voltak a fülein és gyűrűs farka volt.
Johann Friedrich Gmelin 1791-ben írta le a Felis ocreata-t James Bruce Észak-Etiópiából származó példány leírása alapján. Az Oldfield Thomas és Martin Hinton által 1921-ben, egy koponyáról és homokszínű gereznáról leírt Felis haussa szintén a faj szinonimája; a koponya és a gerezna az Aïr hegységből szármatott, Zinder városától délre. Az 1968-ban David Harrison által leírt Felis silvestris gordoni egy Ománból származó nőstény állat koponyáján és nagyon halványszürke gereznáján alapult.
Ezek ellenére a fajt ezután sokáig a vadmacska (Felis silvestris) alfajaként kezelték Felis silvestris lybica néven. Az afroázsiai vadmacska az IUCN egy 2017-es rendszertani újradolgozásában "nyerte vissza" faji státuszát, és később felkerült a Vörös Listára is.

### Alfajai
2017 óta a fajnak a következő 3 alfaját ismerik el; ezeket korábban a vadmacska alfajaiként tartották számon:
- Felis lybica lybica - Észak-Afrika, az Arab-félszigettől Szudánig
- dél-afrikai vadmacska (Felis lybica cafra) - Dél-Afrika
- ázsiai vadmacska (Felis lybica ornata) - Ázsia

A DNS-elemzések alapján a mocsári macska (Felis chaus) volt az első Felis-faj, amely elvált a nem többi részétől, ezt követően a feketelábú macska (F. nigripes), a homoki macska (F. margarita), a kínai hegyimacska (F. bieti), az afroázsiai vadmacska, majd a vadmacska (F. silvestris) vált el egymástól.